# Corminus testaceipennis
Corminus testaceipennis är en skalbaggsart som beskrevs av Moser 1921. Corminus testaceipennis ingår i släktet Corminus och familjen Melolonthidae. Inga underarter finns listade i Catalogue of Life.